# Ball de Marcos Vicente
El Ball de Marcos Vicente el podem catalogar com a Ball parlat.
El Ball de Marcos Vicente és un ball popular que era interpretat només per homes, d'argument senzill i planer, dins de la categoria de balls de bandolers, i amb l'argument d'una història de pirates que ens parla de l'eterna lluita entre el bé i el mal.
El Ball de Marcos Vicente explicava història d'aquest personatge valencià, que renega dels seus i fa mil malifetes, fins que per casualitat es retroba amb les seves filles que havia abandonat, recapacita i abandona la seva vida delictiva. Aquest ball es basa en una història de tipus llegendari entre uns pirates turcs i les seves incursions a les terres valencianes al segle xvi.
El Ball de Marcos Vicente, va ser un dels més populars i havia estat estès per bona part del Camp i el Penedès.Tenim documentat que es ballava a Reus (1878), Tarragona (1900), Sant Pere de Ribes (1903), el Vendrell (1897), Maspujols, Arbolí, les Peces, Albinyana, la Bisbal...
A Reus va ser un ball popularíssim, ho demostra el fet que va ser el darrer ball a desaparèixer, es guarden fotografies de les seves darreres sortides el 1916 i el 1928, fins i tot el seu text va ser editat per la llibreria reusenca La Fleca el 1904. Joan Amades en recull la música i un gravat al Costumari Català.
El 21 de juny de 2017 va ser recuperat a Reus de la mà de les escola La Vitxeta i Pi del Burgar, amb text en català i es va incorporar al Seguici petit de la festa Major de Reus.